# Епитафи на гробљу Садљике у Дучаловићима
Епитафи на гробљу Садљике у Дучаловићима представљају значајна епиграфска сведочанства и поуздане родбинске податке преузете са старих надгробних споменика на централном гробљу „Садљике” у селу Дучаловићи, Општина Лучани.

## Гробље Садљике
Најстарије дучаловачко гробље, у прошлости једино и заједничко за цело село. Налази у централном делу Дучаловића, југозападно од Овчара, у истоименом заселку. Најстарији надгробници су у облику ниских вертикално усађених плоча, прекривени патином и маховином, са или без уреза крста. Приступ старом делу гробља онемогућен је због густог растиња, корова и шибља. Многи споменици израђени од сипког пешчара остали су без натписана, напрсли, нахерени или оборени и затрпани у приземним деловима.
У прошлости, на Садљикама су сахрањивани чланови фамилије Шибинац, Цвијовићи, Пантелићи, Радојичићи, Стамболићи, Васовићи, Гајовићи, Гавриловићи, Чоловићи и други. Најстарији датирани споменик подигнути су Круни Пантелић (†1824) и Божани Шибинац (†1827).
У новије време у овом гробљу сахрањују се и друге фамилије које су напустиле своја тешко доступна фамилијарна гробља на беспутним падинама Овчара.

## Епитафи
Споменик Круни Пантелић (†1824)
Овде почива раба Божи. КРУНА
супруга Јована Пантелића из Дучаловића
Поживи 45 година а престави се у вијечност 14 јуна 1824 г. ...

Споменик Божани Шибинац (†1827)
БОЖАНА кћер Димитрија Шибинца из Дучалови. Умре од 1 год. 26 априла 1827 г.
Спомен подиже јој отац

Споменици браћи Цвијовић - Глигорију (†1840) и Василију (†1840)
овде почива ГЛИГОРИЈЕ Цвијовић поживе 20 г. Престависе марта 29 у 1840. г.
Ови Биљег посади Ристивоје брат его
овде почива ВАСИЛИЈЕ Цвијовић поживе: 8. г. Преси 12 марта 1840. г.
Ови Биљег Посади Ристивое брат его.

Споменик Цмиљки Микаиловић (†1845)
ЦМИЉКА супруга Гаврила Микаиловића
Поживје 38 г. умрје 1845 г.

Споменик Ђорђу Шибинцу (†1856)
Овај биљег показује храброга војника
ЂОРЂА сина Милисава Шибинца
који поживи 24 г.
а пресели се у вечност 18 јануара  1856 г.
Знак удари му свој тужни отац ...

Споменик Јеремији Микаиловићу (†1869)
Приђи ближе Брате и реците Бог да Прости
ЕРЕМИЈУ сина Алексе П. Микаиловића из Дучаловића
које умре у 11 ој г. неотично.
Погинуо од свое пушке 14 Декем: 1869 г.

Споменик Филипу Станболићу (†1878)
Бог да прости Бого украшеног младића
Блажено упокојеног раба Божијег ФИЛИПА
сина Почив. Милосава Станболића
бившег тобџију краброг водника Iве класе
кој се од 22 год. живота свога
у вјечност Божију преставио априла 1878 г. ...

Споменик Милосаву Пантелићу (†1879)
Кристе Боже упокоји и помилуј раба твојего
МИЛОСАВА Пантелића из Дучаловића
кој је у сваком задовољству срећно поживио 59 г.
а умрје 7 априла 1879 г.
Бог да прости доброг срба Милосава Пантелића
Овај споменик подигоше му синови Василије и Миладин

Споменик Матији Шибинцу (†1879)
Погледајте мимо пролазећи
кога овде ладна земља скрива
кои више није међ живима
ког не гледа више стара мајка
а уцвели својега бабајка
за ким верна супруга зајеца.
Овде лежи Тело МАТИЈА
син Радосава Шибинца и мајке Еке из Дучаловића
Поживи 29 г. а умре 3 авгус. 1879 го.
Кад најбоље могу поживети родитељима
од помоћи бити кад нам наше имовно стање
од + дан дана све иђаше боље.
Па ме стиже немила смрт
Опростите мили родитељи
ако сам вас + зашто увредио ја
Немојте ни жалити
што је Божје
сад морало бити
па уместо мене погледајте нато.

Споменик Јовану Пантелићу (†1889)
Бог да прости Блаженоупокојеног Раба Божијег
ЈОВАНА П.М. Пантелића Бившег житеља дучаловачког
кои је био добар кућевник и радник а честити домаћин
Поживијо је : 54 године а престави се у вечност ? јануара 1889. год.
Овај споменик подигоше му благодобри синови
Милан и Љубомир Миладин и Миленко Грујица и Вујица и Станимир

Споменик Николи Павловићу (†1893)
Богда прости упокојеног раба божијег НИКОЛУ Павловића из Негришора
Поживио је чесно и поштовано домаћински ... година
престави се у вечност 26 априла 1893 г.
Овај спомен подиже му зет Милован Пантелић из Дучаловића...

Споменик Светолику Станчићу (†1896)
О мој свете мој пребели цвете
брзо тиме беше огрејало сунце
а идући школи на науку смрт немила покосиме.
Вечна кућо за кога се спремаш
тужни гробе стани не зароби ђака I разреда
СВЕТОЛИК син Вилипа станчића
поживи 9 г. а престави се у вечност 16 Маја 1896 г.
Овај спомен подиже му Ђед Ристивоје Стамболић из дуч...

Споменик Јовану Вуловићу (†18??)
овде почива ЈОВАН ВУЛОВИЋ
поживи 29 г. и погибе с коња свога 15 ијулија
Ову Билегу удари младолетни Тодосије его брат

Споменик Аксентију Пантелићу (†1897)
О сродници земног Света прочитајте Споменик Мога кратког века.
АКСЕНТИЈЕ Пантелић жалоснога сина својих родитеља
који поживи 7 год. А престави се 2 априла у 1897 год.
Гробови су вјечне жизни двери Кроз њих свако мора проћи.
Овај Спомен подиже отац Василије и мајка Совијана

Споменик Живани Чоловић (†1898)
Пред овим спомеником почива
упокојена раба Божија ЖИВАНА
друга супруга Николе Чоловића из Дучаловића
поживила са њим у браку 8 г. а од рођења 26 г.
Престави се у вјечност 6 септембра 1898 г.
Овај спомен подиже јој муж Никола.

Споменик Анђелији Пантелић (†1899)
АНЂЕЛИЈА
Супруга Петра Пантелића из Дучаловића
Поживи 76 г. умре 22 Марта 1899 г.
Подиже споменик њен син Младен Пантелић из Крагујевца опанчар
Утроба ми твоја ковчег била
Ти мене Мајко млеком задоила
Из наднице твоје децу си Подигла
за живота свога здраве одгајила
Родила си Мајко Те петоро деце
двије ћери Мајко и 3 сина Мила
утеха су тебе била.
Споменик Ти Мајко Твој син Младен диже
Дошо би Ти Често Само да је ближе.

Споменик Ковини Рабреновић (†1899)
О мој свете мој пребели цвете
брзо тиме беше огрејало сунце
ал ми одма за облаке зађе
смрт не мила мене већ покоси
а на жалост мојих родитеља мога оца и мајке
Вечна кућо за кога се спремаш
тужни гробе стани не задоми
док са родбином потљедни опроштај извршим
КОВИНА
Овде лежи тело умрле Ковине
супруге Мила Рабреновића из Лознице...
која је у 18 г. умрла 22 септебра 1899 г
у селу Дучаловићима
и која је провела се у младовању 10 месеци
Овај спомен подиже јој отац Чедомир и мајка Ивана.

Споменик Вучку Цветићу (†1904)
Овде почива и ладна земља скрива дичног Срба
ВУЧКА ЦВЕТИЋА ковача из Дучаловића
који часно и поштено поживи 57 година
а престави се у вечнос 2. јануара 1904 г.
Бог да му душу прости.
Овај спомен подиже му син Јован Цветић и супруга Јулка.

Споменик Благоју Гајовићу (†1906)
Овде почива раба божи БЛАГОЈЕ ГАЈОВИЋ из Дучаловића
кои радећи погину у Бањи... г. а погину 1906 г.
Овај спомен подижу му 2 сина Љубинко и Милојко и супруга му Станија.
Приђи ближе драги читатељу те прочитај преку смрт моју и страобу моју.
Летећи низ стену доле у воду ђе за рад дадок живот и снагу моју.

Споменик Игњату Пантелићу (†1907)
Пред овим хладним каменом
леже смртни остаци блажено упокојеног
ИГЊАТА ПАНТЕЛИЋА из Дучаловића који поживи 60 год.
За време свог живота Игњат је као частан и у свему исправан човек.
Он је као војник храбро Бранио своју домовину
зашто је и одликован у ратовима.
У свом селу је биран више пута за општинског часника.
Бијо је један од оснивача дучаловачке земљорадничке задруге
а чије задругар до смрти остао. Умро је 17 јануара 1907. г.
Спомен му подиже његов син Милоје

Споменик Неранџи Цвијовић (†1907)
У овом Мрачном Гробу а вечном Дому
почивају Смртни Остатци НЕРАНЏЕ
супруге Аксентија Цвијовића из Дучаловића
поживи 61 г. а умрла 14 Марта 1907 год.
Спомен подиже јој син Миленко.

Споменик Миленији Шибинац (†1907)
О ученици земног света
Прочитајте Споменик мог средњега века.
Како ја од мале колевке па до смрти
не уморно своју кућу са својим мужом храбрих
и своје десеторо деце до возрасти извели
а после моје смрти остављам своје петоро деце
да ми спомињу моје вјечно име своје мајке
МИЛЕНИЈЕ
честите домаћице Димитрије Шибинца из дучаловића
која поживи часно и потено 45 г. до своје смрти
А престави се у вечност 17 децебра 1907 г.
Овај спомен подиже јој њен муж Димитрије
и њена два сина Ђурђе и Миленко.

Споменик Кости Васовићу (†1908)
Овде леже смртни остастци КОСТЕ ВАСОВИЋА из Дучаловића
који поживе 60 година часна и поштена живота.
У Српско Турском рату бијо је заставник и храбар војник
а као грађанин је више пута биран за општинског часника.
Последње године живота посветио је напретку
Дучаловачке задруге и школе у Марковици.
Коста је умро 26 априла у 1908 г.
Спомен овај подигоше му ћери и зетови
Љубица и Милан Шибинац
Станика и Живојин Никитовић
Божана и Радомир...

Споменик Аксентију Цвијовићу (†1909)
АКСЕНТИЈЕ ЦВИЈОВИЋ
рођен од родитеља Ристивоја Цвијови: Шибинца,
из Дучаловића 1840. Г.
часно и поштено поживи 69 г.
и умро 13-V-1909.г
и овдеје сахрањен пред овај Споменик
а и поред своје супруге Неранџе
Бог даму душу прости.
Овај Спомен подиже му од сина Миленка,
унук Саво Цвијовић, са помоћу своје деце.

Споменик Димитрију Шибинцу (†1909)
Овде почива и ладна земља скрива
дичног срба честита домаћина
и великог земаљског трудијоца
ДИМИТРИЈА Шибинца из овог села Дучаловића
који је са великим радом и трудом са својом домаћицом
закућише да их спомињу док је вјека и свјета.
Димитрије је остао сироче од године ипо дана иза оца.
Поживи 55 година часно и поштено до своје смрти,
а престави се 16 августа 1909 г.
Овај спомен подигоше му његова два сина
Ђурђе и Миленко са њином трудбом.

Споменик Станислави Станболић (†1910)
За вечиту успомену СТАНИСАВЕ
1-ве супруге Радомира Станболића из Дучаловића
која у најлепше доба у 20 год. Младости
умре 3 августа 1910 г.
остављајући за собом сина Јована од 8 месеци.
Овај спомен подиже јој муж Радомир Станболић.

Споменик Цвети Пантелић (†1911)
Овде вене лепо цвеће кога отац и мајка више видети неће.
ЦВЕТУ едину ћерку Тијане и Миладина Ј Пантелића из Дучаловића
која је у најлепшем цвету у 13 год. свог млађаног живота
преставила се 8 децембра 1911 г. сахрани се овде поред свои другари.
Овај вечни спомен подигоше јој родитељи
Тијана Миладин и стриц Станимир Ј. Пантелић.

Споменик Анки Станболић (†1913)
Овде вене лепо цвеће
кога тужна Мајка Више Видети неће
АНКУ ћерку Љубомира и Јеленке Станболића.
Коју покоси смртна Коса
не пожали штоје роса
као цветак кад попане слана
Мене младу у мало земана.
Увенух као питома Ружа у 19. г:
Младости своје 15 фебруара 1913 г.
Спомен јој подиже отац Љубомир и мајка Јеленка и брат Здравко

Споменик Петронију Пантелићу (†1913)
ПЕТРОНИЈЕ (Пантелић) други син Недељка
Који поживи 24 г. а бранећи своју отаџбину рањен на положају „Дрењак“
од исте ране умро је у Призрену 1913. г. и тамо је сахрањен.
И после своје смрти оставио је жену Зорку и ћерку Миломирку,
које су помрле око 1917 г. а сахрањене су у Туричко гробље.
Оцу мајци и браћи овај спомен подиже:
Будимир Пантелић, са женом Бориком и синовима:
Миломиром, Пантелијом и Недељком
(П.Т.Д.П.)

Споменик Видосаву Мандићу (†1913)
Приђи ближе мили читаоц
те прочитај Тужни Споменик
дична срба краброг ратоборца
ВИДОСАВА МАНДИЋА из Дучаловића.
Бивши каплар сталног кадра
кои часно поживи 22 г. а умре 1913 год.
Спомен подиже отац Јанко

Споменик Цаји Никитовић (†1914)
Овај споменик над гробовима њезиних двеју ћерију Миленке и Марије
Показује Iву супругу Живојина Никитовића овдашњег
у својој 36 год. свога живота остави нас петоро нејаке деце
да вечито тугујемо за њом и пристајемо за туђима мајкама
и да правимо од немајке мајку.
Наша мила и никад прежаљена ЦАЈА погинула је 7 јануара 1914 год.
на мосту С.Д.Ж. у Овчар бањи где јој је посмртни остатак
срушен у реку Мораву и у њој истој вечно остао.
Ожалошћен муж Живојин Никитовић, сестре Љубица и Божана
зетови Милан Шибинац каф. овдашњи Владимир... економ у Бакијоници
и њезина два сина и три ћерке Богдан и Василије Мира Дафина и Тодора...

Споменик Здравку Радојичићу (†1914)
Ова страна нек подсећа сваког србина
када ЗДРАВКО Радојичић војник I чете I бат. X пука I позива
јуначки погибе са Ауст. војском у Причиновићу
у 30-тој г. 6. септембра 1914.г.
Спомен подиже супруга Крстина.

Споменик Драгутину Радојичићу (†1914)
Види брате успомену моју
успомену на сестрином гробу
ДРАГУТИН Радојичић из Дучаловића
војник стал кадра I Чете I Бат. погибе у 22 год.
на положају Коматици 10 Нов. 1914.

Споменик Љубомиру Стамболићу (†1914)
Овај споменик поздравља сваког родољуб
који су одани чувати веру хришћанску у својој Отаџбини.
Овако јуначки против непријатеља свој живот положити
ЉУБОМИР Стамболић из Дучаловића, војник I чет. 10 пук. III позива
храбро борећи се за веру Краљ: и отаџбину
против Турске Бугарске и Аустро-Маџарске.
Херојски Погибе 24 Ноем. 1914. г код Смедерева
положај Камен-дол где је и сахрањен.
У 47. год. свог живота остави супругу Јеленку
и децу који му овај спомен подигоше.

Споменик каменоресцу Милинку Цвијовићу (†1915)
МИЛИНКО ЦВИЈОВИЋ
бивши каменорезац надгробниг споменика
рођен од родитеља
Неранџе и Аксентија Р. Цвијовића из Дучаловића 1863. г.
поживи 52 г. и умреје 10. II 1915. г.
овде је сахрањен пред овај споменик
а поред своје мајке Неранџе Бог даму душу прости:
Овај спомен подиже му: син Саво Цвијовић, са своје деце.

Споменик Љубомиру Јелићу (†1915)
Под овим каменом почива тело ЉУБОМИРА Јелића из Дучаловића
који поживи 50 г. а као војник обвезник бијо на Дрини у послед. одбрани.
Тамо се разболео, дошао кући где после дужег боловања
испусти своју напаћену душу 26 Априла 1915. Бог да му душу прости.
Спомен му подижу супруга Ана и поћерка Стана и зет Љубисав Судимац ковач.

Споменик Стојану Радојичићу (†1915)
СТОЈАН Радојичић из Дучаловића
Поживи 55 год. а као рабаџију
прегазише га кола у Крушевцу
септембра 1915.г. Тамо је сахрањен.
Писа Т.Д.П.

Споменик Радовану Радоичићу (†1915) и Радосаву Мандићу (†1915)
Овај спомен показује име РАДОВАН
син Василија и Крстине Радоичића из Дучаловића
војник Крушевачке резерне трупе који поживи 20 год.
а бранећи отаџбину погибе кроз Албанију Новембра 1915.г.
Тамо је сахр. Бог да га прости.
Ова страна показује РАДОСАВА Мандића из Дучаловића
који учестово у рату 1912 1913 и 1914 г.
кога заробише непријатељи и спроведоше у ропство
у Мађарску и ту је умро 1915 г.

Споменик Недељку Стојановићу (†1916)
Овај споменик показује име упокојенога
НЕДЕЉКА Стојановића из Дучаловића који поживи 19 г.
Бивши регрут допунског Батаљона 10 пука
при оступању наше војске од Ауст. погибе кроз Албанију 25 нов. 1916. год.
Овај споменик подиже му мајка Марица Стојановић

Споменик Милоју Пантелићу (†1918)
Овај споменик показује вечни дом србског војника
храброг ратника а пок. МИЛОЈА ПАНТЕЛИЋА из Дучаловића.
редов 10 пука 3 позива учестова у све ратове.
Као добар и поштен међу својим друговима комшијама
лепо је поживео 49 год. а престави се у вечност 10 октом. 1918 г.
Богда му душу прости.
Спомен му подигоше за дуго сећање син Ратко и супруга Цана 1935.

Споменик Тихомиру Пантелићу (†1919)
ТИХОМИР Љ ПАНТЕЛИЋ из Дучаловића
1900 г. поносит младић своје околине,
који је као љубитељ своје отаџбине у својих 19 г.
учествовао у устанку храбре Кабларске комитске дружине,
на коме је путу и живот свој приложијо на олтар своје отаџбине,
остављајући за собом ожалошћену мајку Крстину,
оца Љубомира браћу Радивоја и Момира

Споменик Милану Мандићу (†1922)
Тек што почех радити
очевину крабрити
покоси ме смртна коса
не пожали што сам роса.
овде је МИЛАН син Илинке и п. Обрада мандића из дучаловића
који поживи 13 год. а умре марта 1922 го.
Бог да му душу прости
овај спомен подигоше му мајка Илинка сестра Стана и зет Аксентије пантелић.

Споменик Марјану Радојичићу (†1922)
Овај спомен показује вечити дом
неуморног радника и мајстора
МАРЈАНА РАДОЈИЧИЋА из Дучаловића
који је вечито радијо као мајстор
и у борби за своју децу са својом домаћицом
који је увек имао симпатију људи као први човек
Поживи 42. г. а умре 15. IX 1922 год.
Овај Спомен подиже супруга Рисимија син Илија и снаја.

Споменици супружницима Мијаилу (†1923) и Савки Стамболић (†1929)
Овај спомен показује вечити дом
неуморног земног трудбеника радника
МИЈАЈИЛА Стамболића из Дучаловића
који са малом имовином се боријо својега ови земног века до смрти своје
а својим комшијама а и добрим грађанима увек часно сарађивао
који поживи 80 г. а престави се у вечност 20 Новембра 1923 год.
Бог да му душу прости
Овај споменик подиже му из поштовања и заслуге родитељске
ожалошћени му његов синовац Здравко са својом мајком Јеленком
и домаћицом Милевом и децом
Овде почивају Смртни остатци САВКЕ
супруге поч Мијајила Стамболића из Дучаловића
која часно и поштено поживи 80 год.
А престави се у вечност 30 јануара 1929 год.
Богда јој душу прости
Овај спомен подигоше јој њени из поштовања и заслуге родитељске
ожалошћени јој синовац Здравко са својом мајком Јеленком
домаћицом Милевом и децом.

Споменик Миладину Пантелићу (†1924)
Овај споменик показује вечити дом неуморног земног трудбеника
МИЛАДИН Ј. ПАНТЕЛИЋА из Дучаловића
који је као први међу грађанима више пута биран за општи. Часника
на којој је дужности бијо врло ревносан.
У партиском гледишту био је ватрен Радикалац,
и уопште као првак у опш. Дучаловској.
Поживи 53 године а престави се у вечност 3 октомбра 1924 г.
Овом хладном стеном, за вечиту успомену обележише му гроб
његов једини син Милутин супруга Тијања и снаха Лепосава.

Споменик Стоји Васовић (†1924)
Овде почива тело дичне домаћице неуморне раднице
СТОЈЕ супруге пок. Матија Васовића из Дучаловића
која поживи 88 год. а предаде се Матери земљи 24-XI-1924 год.
после своје смрти остави 3 сина 3 ћерке 18 унучади и 20 праунучади
овај спомен подиже јој из поштовања и заслуге родитељске
синови Велимир Станко и Драгутин Васовић

Споменик Зорки Продановић (†1926)
Млађано чедо као роса плава
пред овом стеном и у гробу спава
ЗОРКА кћи Радосаве и Срећка Продановића из Дучаловића
која им рано увену као цвеће кад повене слана
а поживела 3 год. и 11 месеци.
Престави се у вечност 26 фебруара 1926 г.
Бог да јој душу прости.
Овај спомен подигоше јој родитељи Срећко и Радосава и баба јој Драгиња.

Споменик Милошу Вуловићу (†1929)
Млађано чедо ко роса права
пред овом стеном у гробу спава.
родитељске не гледећ сузе
анђео Божи кнебу га узе
МИЛОША званог МИЛЕ
сина николе и миљанке вуловића из дучаловића.
рођен 12 Октом. 1929 г. а на велику тугу и жалос
својих Родитеља и браћа умре 3 ј 1934 г.
Спомен му подигоше родитељи
и браћа Тихомир ђак III год. учитељске школе и Витомир ђак

Споменик Ани Јелић (†1933)
Овде почива наша мила и никад прежаљена упокој
АНА-ДАЦА супруга поч. Љубомира Јелића из Дучаловића.
Која часно и поштено поживи 83 год. а умре 20 нове. 193З. г.
Бог да јој душу прости Писа Тих Петронијевић

Споменик Милици Шибинац (†1935)
О мили ученици земног света,
прочитајте спомен мог кратког века,
као цвеће кад повене слана
мене тужну од мало земана
покри земља и зелена трава
МИЛИЦУ
супругу Радисава Шибинца из Дучаловића
у 1935. г. умрла 4 фебруара 1935 год.
Као мајка сирочади двоје
читаоче то жалосно то је
драги брате приђи мало ближе
па прочитај ко спомен подиже.
Мој Љубиша а и моја Раја
сећају се где им труне маја
где им труне најпрече на свету
у младости у најлепшем цвету
Спомен подигоше двоје сирочади
са оцом Радисавом.

Споменик Ангелини Поповић (†1938)
Овде вене лепо цвеће кога отац и мајка видети неће
АНГЕЛИНА кћи Сеније и Велимира Васовића
а супруга Василија Поповића из Дучаловића,
Која своје младости поживи 18 г. „у 6 месеци"
а умре 9 маја 1938. г.
Поздрав Драги Мој друже Василије Мили родитељи,
данас дође време дасе поздравимо, јер полазим на онај свет.
За време мога живота свршила сам основну и домаћу школу
као одлична ученица у Марковици.
Збогом ваша Гина Поповић

Споменик Лепосави Шибинац (†1939)
Спомен овај што ми прави гробу лада
показује роде мили да ја умрех млада
ЛЕПОСАВА
кћи Василије и Јована Шибинца
рођена 1921 г. а умрла 1939 г.
Спомен јој подигоше мајка Василија
брат Ратко снаја Лена.

Споменик Љубисаву Судимцу (†1940)
ЉУБИСАВ СУДИМАЦ, ковач из Дучаловића.
Рођен од оца Давида и мајке Алексије Судимац,
из села Ћелија окр. расинског.
Који поживи 53 г. а као младић доселијо овде у дучаловиће
где умре 23 фебруара 1940 г. и овде је сахрањен Бог да га прости.
Овај спомен подигоше му супруга Даринка и синови
Милорад, Душан, Живојин и Станко.

Споменик Милошу Мандићу (†1943)
Oвде лежи лепо цвеће које отац и мајка више никада видети неће
МИЛОШ син Станојке и Радојка Мандића из Дучаловића
поживи 10 г. а умре 11-Х-1943 г. као I ђак I разреда осн. школе.
Овај спомен подигоше му отац Радојко и мајка Станојка и баба Анока.

Споменик Јовици (†1941) и Љубици (†1949) Маринковић
О мили роде, приђи ближе мени овде,
те прочитај ова слова где почива младост моја,
обадвоје смо били мали, када су нас овде закопали.
Јовицу и Љубицу златну децу
Милунке и Срећка Маринковића из Дучаловића
која су рођена ЈОВИЦА 15-12-1939. умро 8-IV-1941. г.
а ЉУБИЦА 19-ХII-1949. г.
и Љубица је сахрањена овде са леве стране поред брата Јовице.
Драга наша мила и никад не прежаљена децо Јовица и Љубица,
примите овај надгробни споменик
што ви подигоше ваши ожалошћени родитељи Милунка и Срећко
са помоћу ваших: браће и сестара а наших
синова и кћерију: Дамљана, Данке, Данице, Драгојле и Бранка.

Споменик супружницима Ристу (†1944) и Ристи Ђорђевић (†1945)
Овде почива РИСТО Ђорђевић рођ. 1849. г. а умро 17-V-1944. г.
и супруга му РИСТА Ђорђевић рођ. 1861. г. а умрла 1945. г.
Спомен подижу им синови Мато и Анто из Америке
унук Драган снаје: Милева и Микајина
Ристо је рођен у селу ВАПИ код Сјенице
и пресели се са својом породицом овде у Дучаловиће 1916 г.
и Риста је рођена у Вапи од породице Гемаља

Споменик каменоресцу Велимиру Пантелићу (†1962)
Овде сарањ[ен]
ВЕЛИМИР ПАНТЕЛИЋ
бив[ши] земљо[радник] и мајстор.
Рођ[ен] 1895. год
Умро 1962 год
Спомен сам себе исписа и уради...